# Thicourt
Thicourt (Duits: Diedersdorf in Lothringen) is een gemeente in het Franse departement Moselle (regio Grand Est) en telt 152 inwoners (2005). De plaats maakt deel uit van het arrondissement Forbach-Boulay-Moselle

## Geografie
De oppervlakte van Thicourt bedraagt 5,4 km², de bevolkingsdichtheid is 28,1 inwoners per km².
De onderstaande kaart toont de ligging van Thicourt met de belangrijkste infrastructuur en aangrenzende gemeenten.

## Demografie
Onderstaande figuur toont het verloop van het inwonertal (bron: INSEE-tellingen).